# Stimánga
Stimánga (Stimanga) är en ort i Grekland.   Den ligger i prefekturen Nomós Korinthías och regionen Peloponnesos, i den sydöstra delen av landet, 90 km väster om huvudstaden Aten. Stimánga ligger 551 meter över havet och antalet invånare är 981.
Terrängen runt Stimánga är kuperad. Runt Stimánga är det ganska tätbefolkat, med 54 invånare per kvadratkilometer. Närmaste större samhälle är Kiáto, 12,2 km norr om Stimánga. 